# Grace Ly
Grace Ly, née à Grenoble (Isère) en 1979, est une écrivaine et une militante féministe et antiraciste française.

## Biographie
Née à Grenoble de parents sino-cambodgiens, étudiants en médecine, installés au Cambodge et ayant fui le pays durant le génocide de la dictature des Khmers rouges dans les années 1970,, elle et sa famille emménagent dans la région parisienne lors de ses six ans. Du fait de sa double culture franco-asiatique, elle a été confrontée au racisme étant jeune (en particulier au lycée):

« On m’appelle la petite banane. Paraît que je suis jaune à l’extérieur et blanche à l’intérieur. Parce que mes parents viennent d’Asie et que je suis née en France. »

Après le bac, elle s'oriente vers des études de droit, secteur qu'elle quitte après un temps. Mère de trois enfants, elle décrit le racisme vécu par ces derniers à l'école comme un « déclic » dans sa lutte contre le racisme, et plus particulièrement anti-asiatique.
Elle lance son blog culinaire La Petite Banane (en référence au surnom de son enfance) en 2011. Tout en partageant des adresses de restaurants asiatiques parisiens, elle tente de déconstruire les stéréotypes qui persistent autour de la cuisine asiatique, et plus généralement, sur les personnes asiatiques. Elle partage également du contenu relatif à l'histoire, à la culture des différents pays d'Asie.
Par la suite, elle crée une websérie Ça reste entre nous, diffusée en 2017 et 2018, encore visible, dont le but est de donner la parole aux Asiatiques en France.
L'une des questions centrales de son blog et dans les discussions de la websérie reste la question de l'identité.
Dans la continuité de son blog et de sa websérie, elle crée, en septembre 2018, le podcast bimensuel Kiffe ta race, qu'elle co-anime avec Rokhaya Diallo, diffusé sur Binge Audio, et sur Youtube. Les épisodes traitent des questions raciales, identitaires, d'intersectionnalité ou encore de genre. L'épisode du 7 octobre 2021 s'intitule par exemple « Véganisme, écoféminisme... Des trucs de Blanc.hes ? ».
En octobre 2018 sort son premier roman, Jeune Fille modèle, dont l'histoire, fortement inspirée par sa propre histoire et celle de sa famille, s'articule autour du racisme anti-asiatique en France et des questionnements identitaires de Chi Chi, une jeune lycéenne française d'origine asiatique.
En 2023, le podcast Kiffe ta race devient aussi un livre édité chez First éditions  (ISBN 9782412066409).

## Publication
- Jeune Fille modèle, Fayard, octobre 2018[15],[16]